# Subprefeitura de Guaianases
A Subprefeitura de Guaianases é uma das 32 subprefeituras da cidade de São Paulo, sendo regida pela Lei nº 13.999 de 1º de agosto de 2002.
É composta por dois distritos: Guaianases e Lajeado, que somados representam 17,8 km², e habitada por mais de 255 mil pessoas. O atual subprefeito de Guaianases é Thiago Della Volpi.
O nome Guaianases surgiu do tupi, idioma da tribo indígena guaianás que habitava a região, antes conhecida como campos de Piratininga.

## Distrito de Guaianases
- IDH: 0,756 - médio (76°)
- Área: 8,60 km²
- População: 164 512
- Principais bairros: Vila Princesa Isabel, Conjunto Habitacional Juscelino Kubitschek, Guaianases, Jardim São Paulo e Vila Popular
- Principais vias de acesso: Corredor Guaianases-Marginal e a Avenida Radial Leste

Guaianases, no extremo leste de São Paulo, já foi apontado como um dos bairros mais precários do município. A formação do local nasceu de um aldeamento indígena.
Atualmente abrange 29 bairros. O distrito conta, também, com o Centro Educacional Unificado (CEU) Jambeiro, que possui três quadras poliesportivas, dois campos de futebol, três piscinas, telecentro e biblioteca, o Centro se transforma em um clube aos finais de semana, e chega a reunir até mil pessoas.
O distrito é servido, ainda, pela linha 11 da Companhia Paulista de Trens Metropolitanos (CPTM), que dá acesso ao Centro da Capital Paulista e aos municípios de Ferraz de Vasconcelos, Poá, Suzano e Mogi das Cruzes. Além disso, conta com linhas municipais e intermunicipais de ônibus como os principais meios de transporte.

## Distrito de Lajeado
- IDH: 0,748 - médio (94°)
- Área: 9,2 km²
- População: 185 184
- Principais Bairros: Jardim Augusta ,Jardim Brigida, Lajeado, Vila Nancy e Parque Guaianases
- Principais Vias de Acesso: Estrada Lajeado Velho e Rua Dom João Nery.

A origem do local se deve a criação do distrito de Itaquera, em 1920, desmembrando-se do distrito de São Miguel Paulista, o Lajeado passou, então, a fazer parte deste distrito e, atualmente, abrange cerca de 25 bairros.
O distrito também possui uma unidade do Centro Educacional Unificado (CEU) composto por teatro com capacidade para 184 lugares, biblioteca, telecentro, três piscinas, uma quadra coberta, uma quadra descoberta e uma sala de ginástica/dança. Além disso, conta com uma extensão que oferece curso técnicos para a população.

A região conta com transporte feito pela linha 11 Coral da Companhia Paulista de Trens Metropolitanos (CPTM), por meio da estação de Guaianases, um terminal de ônibus ao lado norte da estação e pelas linhas municipais de transporte coletivo.